# Zarina Gizikova
Zarina Mayramovna Gizikova (en russe : Зарина Майрамовна Гизикова) est une gymnaste rythmique russe, née le 20 juin 1985 à Ordjonikidze.

## Carrière
Médaillée d'or par équipes aux Championnats d'Europe de gymnastique rythmique 2002 à Grenade , Zaina Gizikova est médaillée d'or au ballon et médaillée d'argent au cerceau aux Championnats d'Europe de gymnastique rythmique 2003 à Riesa.
Elle remporte cinq médailles de bronze (au concours général individuel, au ballon, aux massues, au cerceau et au ruban) à l'Universiade d'été de 2003 à Daegu.